# Howald
Howald (luxembourgeois : Houwald) est une section de la commune luxembourgeoise de Hesperange située dans le canton de Luxembourg.